# هوریگ اته باور
هوریگ اته باور (به انگلیسی: Havering-atte-Bower) یک روستا و ناحیه در بریتانیا است که در منطقه هیورینگ لندن واقع شده‌است.